# Крона (монета)

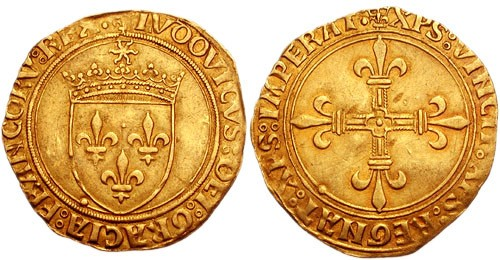
Екю із зображенням сонця над короною, Людовик XII, 1498

Кро́на (лат. corona, англ. crown, нім. Krone, скор. Kr, фр. couronne) — загальна назва ряду західноєвропейських монет, а також грошова одиниця багатьох країн. Отримала свою назву від корони, зображеної на монеті.

## Золоті монети
Першою кроною вважають «курондор» (couronne d'oro — «золота корона»), який карбувався у Франції в 1340 році за короля Філіпа VI (вона спочатку важила 5,44 г, в 1385 році вага становила вже 4,08 г, в 1436 році — 3,5 г). В 1475—1683 роках у Франції карбувались так звані «екю з сонцем» (за зображенням сонця над короною; ecu d'or au soleil).

Французькі золоті монети стали базою для численних валют: за їхнім взірцем карбували золоту крону в Англії (з 1526 року), золотий ескудо в Іспанії (з 1537 року), «куронндор» в Нідерландах (в 1540-89 роках), «corona danica» в Данії (з 1618 року).
В 1551 році в Англії було випущено першу срібну крону, що прирівнювалась по вартості до золотої (золота та срібна англійські крони карбувались недовгий період одночасно і були прирівняні до 5 шилінгів).

Англійська крона карбувалась до переходу на десяткову монетну систему в 1971 році.
В Новий час «золотою кроною» (нім. Goldkrone) назвали монети Німецького монетного союзу, випущені в 1857 році. Золота крона важила 11,111 г і містила 10 г золота. На аверсі зображувався портрет одного із правителів країн — учасниць монетного союзу. Випускали також золоті монети номіналом 1/2 крони.

Кроною назвали також золоті монети Німеччини, відкарбовані згідно з монетнимзаконом від 4 грудня 1871 року. Випускали монети номіналом 10 марок (крона), а також 5 марок (1/2 крони) та 20 марок (2 крони). На аверсі цих монет карбували портрет правителя одного із 22 німецьких держав, що складали Німецьку імперію, чи герб одного із 3 Імперських міст.

Карбування золотих німецьких крон припинилось невдовзі після початку Першої світової війни.

## Грошова одиниця європейських країн

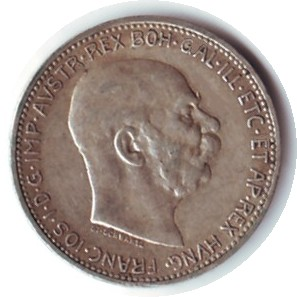
Австрійська крона 1913 року (аверс)

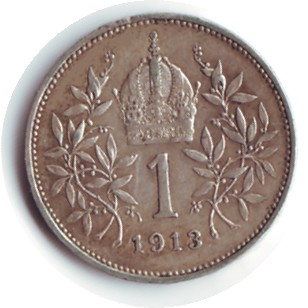
Австрійська крона 1913 року (реверс)

В 1873 році крона як основна грошова одиниця була введена в Данії і Швеції, в 1875 — в Норвегії. Після проголошення незалежності Ісландії (1918) її грошова одиниця також отримала назву крона.
В 1892 році крона (corona, korona) була введена в Австро-Угорщині. Вона стала основною грошовою одиницею, була прирівняна до 100 гелерів (в Австрії) чи 100 філерів (в Угорщині).

Карбували срібні монети номіналом 1 крона, 2 крони (ця монета отримала назву флорин, в Угорщині — форинт) та 5 крон; золоті монети 20 і 10 крон. Варто відмітити, що карбувались монети окремо (для Австрії німецькою, для Угорщини — угорською мовами).
Після розпаду Австро-Угорської імперії (1918) крона залишилась основною грошовою одиницею в Австрії (1 крона = 100 гелерів) та Угорщині (1 крона = 100 філерів). Проте значна інфляція швидко знецінила валюти обох країн.

В Австрії в 1924 році крону було замінено шилінг, в Угорщині нова одиниця (пенге) була введена в листопаді 1925 року.

Крону як основну грошову одиницю успадкували Чехословаччина: 1 чехословацька крона (koruna) = 100 гелерів, окупована в 1939—1945 роках Німеччиною протекторат «Богемія та Моравія», а після розпаду Чехословаччини — Словаччина (словацька крона, 1939-45 і з 1993 року) та Чехія (чеська крона, з 1993 року).
Австрійська республіка після Другої світової війни карбувала золоті монети 100, 20 та 10 крон, зберігши при цьому зображення австро-угорських монет і з датою «1915» (на монетах 10 крон зазвичай «1912»).
В 1928 році крона як основна грошова одиниця була введена в незалежній Естонії. Вона замінила естонську марку. Обіг естонських крон припинився в 1940 році, після окупації Естонії СРСР, і поновився тільки після краху Радянського Союзу.